# Мултииндекс
Мултииндекс е вид опростяване на формули в анализа на функции с много параметри, частните диференциални уравнения и теорията за обобщената функция, което генерализира концепцията за целочислен индекс до наредено множество от индекси.
Може да се каже, че N-измерен мултииндекс е N-измерен вектор над естествените числа
{\displaystyle \alpha =(\alpha _{1},\alpha _{2},\ldots ,\alpha _{n})}
За мултииндексите {\displaystyle \alpha ,\beta \in \mathbb {N} ^{n}} и {\displaystyle \mathbf {x} =(x_{1},x_{2},\ldots ,x_{n})\in \mathbb {R} ^{n}} се дефинират:
{\displaystyle \alpha \pm \beta :=(\alpha _{1}\pm \beta _{1},\,\alpha _{2}\pm \beta _{2},\ldots ,\,\alpha _{n}\pm \beta _{n})}
{\displaystyle \alpha \leq \beta \quad \Leftrightarrow \quad \alpha _{i}\leq \beta _{i}\quad \forall \,i}
{\displaystyle |\alpha |=\alpha _{1}+\alpha _{2}+\ldots +\alpha _{n}}
{\displaystyle \alpha !=\alpha _{1}!\alpha _{2}!\ldots \alpha _{n}!}
{\displaystyle {\alpha  \choose \beta }={\frac {\alpha !}{(\alpha -\beta )!\,\beta !}}={\alpha _{1} \choose \beta _{1}}{\alpha _{2} \choose \beta _{2}}\ldots {\alpha _{n} \choose \beta _{n}}}
{\displaystyle \mathbf {x} ^{\alpha }=x_{1}^{\alpha _{1}}x_{2}^{\alpha _{2}}\ldots x_{n}^{\alpha _{n}}}
{\displaystyle D^{\alpha }:=D_{1}^{\alpha _{1}}D_{2}^{\alpha _{2}}\ldots D_{n}^{\alpha _{n}}}, където {\displaystyle D_{i}^{j}:=\partial ^{j}/\partial x_{i}^{j}}
Тази нотация позволява разширяването на всяка формула от елементарния анализ до вариант с много параметри. Следват няколко примера на приложението на мултииндексите:
- Ред:

{\displaystyle \left(\sum _{i=1}^{n}{x_{i}}\right)^{k}=\sum _{|\alpha |=k}^{}{{\frac {k!}{\alpha !}}\,\mathbf {x} ^{\alpha }}}
- Формула на Лайбниц: за гладките функции u, v

{\displaystyle D^{\alpha }(uv)=\sum _{\nu \leq \alpha }^{}{{\alpha  \choose \nu }D^{\nu }u\,D^{\alpha -\nu }v}}
- Ред на Тейлър: за аналитични функции f

{\displaystyle f(\mathbf {x} +\mathbf {h} )=\sum _{|\alpha |\geq 0}^{}{{\frac {D^{\alpha }f(\mathbf {x} )}{\alpha !}}\mathbf {h} ^{\alpha }}}

## Теорема
Теоремата за мултииндексите гласи: Ако {\displaystyle i,k} са мултииндекси в {\displaystyle \mathbb {N} ^{n}}, и {\displaystyle x=(x_{1},\ldots ,x_{n})}, то тогава
{\displaystyle \partial ^{i}x^{k}=\left\{{\begin{matrix}{\frac {k!}{(k-i)!}}x^{k-i}&,\,i\leq k\\0&,i>k\end{matrix}}\right.}